# Compartir (canción)
«Compartir» es una canción grabada por la cantante y compositora mexicana Carla Morrison. La canción fue escrita por ella misma y producida por la cantautora Natalia Lafourcade. Fue lanzada el 31 de agosto de 2010 como el primer sencillo de su segundo extended play Mientras tú dormías... «Compartir» se trata del primer éxito comercial para Morrison.

## Video musical
El video musical oficial de «Compartir » fue lanzado el 31 de agosto de 2010 en la plataforma digital YouTube, fue producido Artileria de Tijuana B.C. y Natalia Lafourcade. El videoclip ha recibido más de 70 millones de vistas desde su publicación.

## Lista de canciones

### Descarga digital
| Compartir — Single |             |          |  |
| N.º                | Título      | Duración |  |
| 1.                 | «Compartir» | 4:19     |  |